# エクベルト1世 (マイセン辺境伯)
エクベルト1世（Ekbert I., 1036年頃 - 1068年1月11日）は、ブルノン家出身のザクセン伯、マイセン辺境伯（在位：1067年 - 1068年）。

## 生涯
エクベルトは、ザクセン貴族のリウドルフ（1038年没）の息子で、彼からブラウンシュヴァイク周辺の所領を相続した。父リウドルフは皇帝ハインリヒ3世の異父兄にあたる。ヒルデスハイム司教区に隣り合ったオストファーレン伯領は1051年に創設された。これに加えてエクベルトは、ハンブルク＝ブレーメン大司教領となっていたかつてのフリースラント伯領を獲得した。ザーリアー家との親密な血縁関係にもかかわらず、エクベルトは1062年におきたカイザースヴェルトのクーデターと言われる未成年のローマ王ハインリヒ4世の誘拐に関わっている。1067年にエクベルトはマイセン辺境伯領を与えられた。
彼は1058年に、シュヴァーベン公爵オットー3世（1057年没）の未亡人イルムガルト・フォン・トリノ（トリノ辺境伯オルデリーコ・マンフレーディ2世の娘）と結婚した。彼女は、姉アーデルハイドを介して、ハインリヒ4世の皇妃ベルタ・フォン・トリノの叔母にあたる。エクベルト1世の後継者は息子のエクベルト2世であったが、エクベルト2世が、1090年に子供を遺さずに亡くなると、ブルノン家の所領はその妹のゲルトルート・フォン・ブラウンシュヴァイクのものとなった。
エクベルト1世は、ブラウンシュヴァイク領内での商取引を奨励し、またその地のキリアクス修道院を創設したと推定されている。ブルノン家の墓所はこの修道院にある。